# Neopromachus paradoxus
Neopromachus paradoxus är en insektsart som beskrevs av Günther 1929. Neopromachus paradoxus ingår i släktet Neopromachus och familjen Phasmatidae. Inga underarter finns listade i Catalogue of Life.